# حنایی (افسانه)

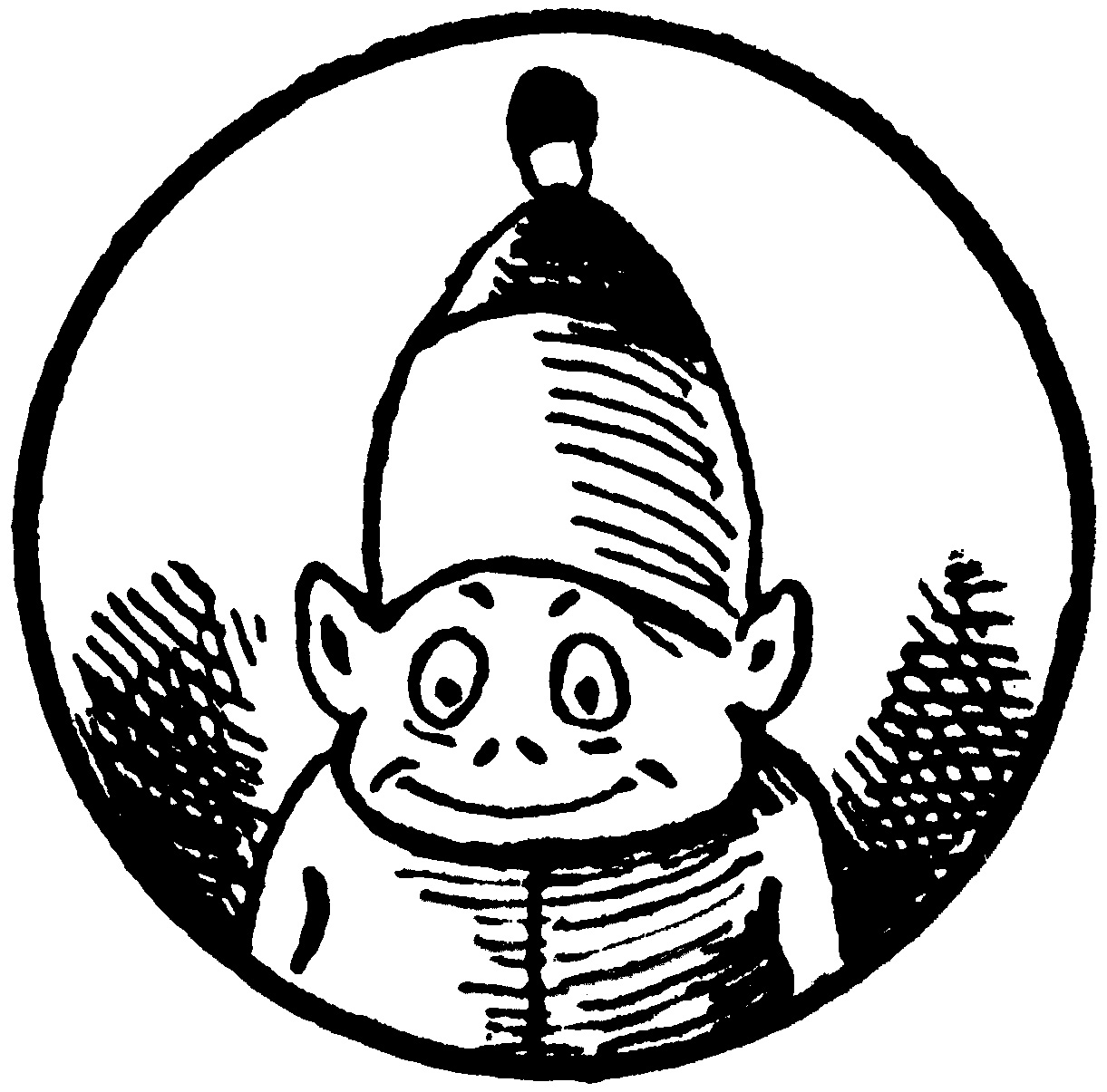
حَنایی ، بِرَوْنی یا براونی

حَنایی یا بِرَوْنی یا براونی (به انگلیسی: brownie) موجودی افسانه‌ای از اِلف‌ها در باور مردم اسکاتلند است. باور بر این است که شب‌ها مخفیانه به خانه مردم می‌آید و در کارهای منزل به آنها کمک می‌کند. صاحبان خانه باید کاسه ای از شیر یا خامه یا غذایی دیگر را برای حنایی بگذارند، معمولاً در کنار شومینه. طبق توصیف‌ها حنایی‌ها به راحتی آزرده می‌شوند و اگر احساس کنند به آنها توهین شده یا به هر طریقی از آنها سوء استفاده شده‌است، برای همیشه خانه آنها را ترک می‌کنند. حنایی‌ها شخصیت شیطنت آمیز دارند و اغلب گفته می‌شود که برده‌های تنبل را تنبیه یا با آنها شوخی عملی می‌کنند. گاهی گفته می‌شود که در صورت عصبانیت، مانند بوگارتها بدجنس می‌شوند.